# Kopčany
Kopčany (deutsch Koptschan, älter Gopschein, ungarisch Kopcsány – bis 1882 Kopcsán) ist eine Gemeinde in der Westslowakei. Sie liegt etwa 2 km von der Grenze mit Tschechien an der March, etwa 11 km von Skalica und 80 km von Bratislava entfernt.

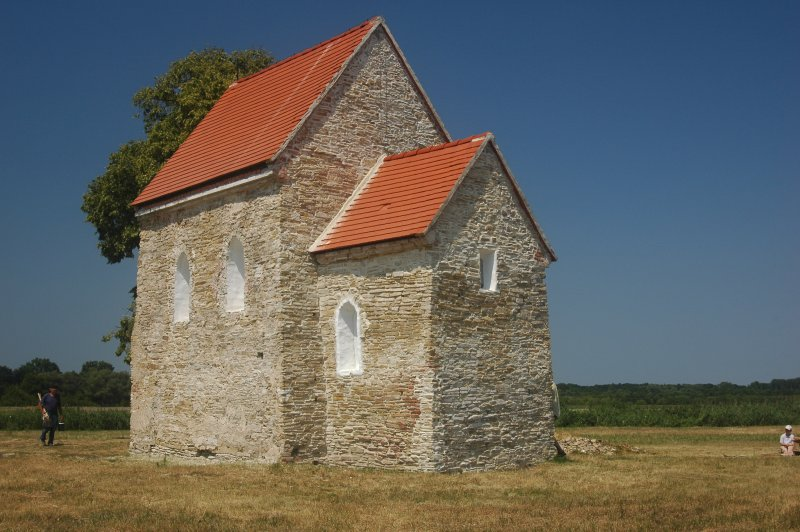
Kirche der Hl. Margarete aus dem 9. Jahrhundert

Der Ort wurde 1392 zum ersten Mal als Kopchan erwähnt. In der Zeit des Großmährischen Reiches war sie ein Teil der Mikulčice-Agglomeration. Die Kirche der Hl. Margarete aus dem 9. Jahrhundert ist die einzige erhaltene Kirche aus der Großmähren-Zeit.
Bis Mitte 2007 lag auch die Katastralgemeinde Struha auf Gemeindegebiet.

## Bevölkerung
| Jahr                | 1994 | 2004    | 2014    | 2024    |
| ------------------- | ---- | ------- | ------- | ------- |
| Anzahl der Personen | 2422 | 2584    | 2580    | 2553    |
| Unterschied         |      | +6,68 % | −0,15 % | −1,04 % |

| Jahr                | 2023 | 2024    |
| ------------------- | ---- | ------- |
| Anzahl der Personen | 2567 | 2553    |
| Unterschied         |      | −0,54 % |